# Rimóc
Rimóc è un comune dell'Ungheria di 1.848 abitanti (dati 2001). È situato nella contea di Nógrád.